# محمود العالول
محمود عثمان راغب العالول هو أول محافظ لمحافظة نابلس الفلسطينية شمال الضفة الغربية. تم تعيينه من قبل الرئيس محمود عباس نائب رئيس حركة فتح عام 2017.

## تعليمه وحياته
تخرج العالول في جامعة بيروت وحصل على البكالوريوس في الجغرافيا.
انتخب العالول في اللجنة المركزية لحركة فتح في أغسطس 2009. وفقا للعالول فإنه لا يزال الفلسطينيون يحتفظون بإيمانهم بالكفاح المسلح ضد دولة إسرائيل.

## الحياة العملية
انتمى العالول إلى حركة فتح في فترة مبكرة من حياته، واعتقل عام 1968 بسبب نشاطاته ضد الاحتلال الإسرائيلي، وفي 1971 أبعد إلى الأردن.
في 1973 قرر الاستقرار في لبنان، وانخرط في كتيبة الجرمق ، وتؤكد مصادر إعلامية فلسطينية أن العالول تولى ـ وهو في لبنان ـ قيادة «الوحدة الخاصة» التي أسرت عام 1983 ثمانية جنود إسرائيليين، شكلوا ورقة رابحة لفتح التي تمكنت من تحرير ستمئة معتقل فلسطيني من سجون الاحتلال مقابل إطلاق سراحهم.
وكُلف العالول برئاسة مكتب حركات التحرر في العالم، وهو مكتب كان دوره تعزيز علاقات الثورة الفلسطينية بالحركات التحريرية العالمية.
عمل العالول إلى جانب خليل الوزير (أبو جهاد) الذي اغتاله الموساد الإسرائيلي عام 1988، كما شغل منصب أمانة سر لجنة الأرض المحتلة التي كانت مكلفة بدعم الانتفاضة الأولى.
كما تولى منصبا داخل المجلس العسكري الأعلى لمنظمة التحرير الفلسطينية ما بين 1975 و1982.
وشارك في تأطير وخوض معارك بلبنان ضد الاحتلال الإسرائيلي وخاصة إبان حرب الاجتياح عام 1982.
استشهد ابنه البكر «جهاد» عام 2000 خلال مواجهات مع الاحتلال بعيد اندلاع انتفاضة الأقصى.
وفي 2009 اختير العالول عضوا باللجنة المركزية لفتح، وأعيد انتخابه باللجنة ذاتها نهاية 2016.
وانتخبت اللجنة المركزية لحركة فتح محمود العالول عضو لجنتها المركزية نائبا لرئيس الحركة، وذلك بتاريخ 15 فبراير/شباط 2017.
وقالت دلال سلامة عضو اللجنة المركزية لحركة فتح بعد اجتماع اللجنة المركزية برئاسة الرئيس محمود عباس «جرى انتخاب محمود العالول ليكون نائبا للرئيس».
وهذه المرة الأولى التي يستحدث فيها منصب لنائب رئيس حركة فتح، وهو أمر غير مرتبط برئاسة السلطة الفلسطينية.
وسبق للعالول أن ندد بالجرائم التي ينفذها الاحتلال يوميا بحق الشعب الفلسطيني، كما عبر عن معارضته الكاملة لنية الرئيس الأميركي دونالد ترمب نقل السفارة الأميركية إلى القدس المحتلة، واعتبر ذلك اغتيالا لجميع المعاهدات السابقة، وإلغاء كاملا ونهائيا لحلم إقامة دولة فلسطين.
وشدد العالول على أن الشعب الفلسطيني جاهز لأي تضحية من أجل القدس وتراب فلسطين، ولا يمكن أن يسمح بهذه الخطوة.
كما سبق وأكد أن المقاومة بكل الوسائل حق مشروع للشعب الفلسطيني بحسب ما يضمنه القانون الدولي، ويعتبر العالول من الدعاة إلى إنهاء الانقسام الفلسطيني.
ترشح ضمن قائمة حركة فتح لخوض الانتخابات التشريعية الفلسطينية 2021. أُعلن عن تأجيلها بمرسوم من الرئيس الفلسطيني محمود عباس في 30 أبريل 2021.

## تصريحاته
بعد اعلان ترامب ان القدس عاصمة إسرائيل صرح العالول بأن اتفاق اوسلو انتهى.. فتم تهديده من قبل سياسيين في الكيان الصهيوني بأنه سيندم على تصريحاته.